# Janusz Palus
Janusz Palus (ur. 1 października 1950 we Wrocławiu) – generał brygady Wojska Polskiego, naczelny prokurator wojskowy w latach 2001–2005.
Absolwent Wydziału Prawa Uniwersytetu Wrocławskiego. Pełnił funkcje m.in. prokuratora Wojskowej Prokuratury Garnizonowej w Zielonej Górze i w Prokuraturze Śląskiego Okręgu Wojskowego. W latach 2001–2005 naczelny prokurator wojskowy. Wcześniej był m.in. rzecznikiem prasowym prokuratury wojskowej. W 1998 odznaczony Złotym Krzyżem Zasługi.
W 2001 „Rzeczpospolita” doniosła, że w stanie wojennym był on oskarżycielem w procesie dziewięciu górników kopalni „Ziemowit”, którzy zostali skazani na kary więzienia od trzech do siedmiu lat.
15 sierpnia 2003 mianowany przez prezydenta RP na stopień generała brygady.
W 2007 sąd lustracyjny orzekł o 10-letnim zakazie pełnienia funkcji publicznych w związku z zatajeniem przez Palusa współpracy ze służbami bezpieczeństwa PRL.
Aktualnie (2010) jest członkiem Komitetu Redakcyjnego „Wojskowego Przeglądu Prawniczego”.